# София фон Липе
София фон Липе (на немски: Sophie zur Lippe; * 16 август 1599 в Детмолд; † 19 март 1653 в Кьотен) от фамилията Дом Липе е графиня от Липе-Детмолд и чрез женитба княгиня на Анхалт-Кьотен.
Тя е най-малката дъщеря, десетото дете, на граф Симон VI фон Липе (1554 – 1613) и втората му съпруга графиня Елизабет фон Холщайн-Шаумбург (1566 – 1638), дъщеря на граф Ото IV фон Холщайн-Шаумбург и Елизабет Урсула фон Брауншвайг-Люнебург.
София фон Липе умира на 19 март 1653 г. в Кьотен на 53 години и е погребана княжеската гробница в църквата Св. Якоб, Кьотен.

## Фамилия
София се омъжва на 12 юни 1626 г. в Детмолд за княз Лудвиг I фон Анхалт-Кьотен (1579 – 1650), основателя и първи ръководител на литературното „Плодоносно общество“ („Fruchtbringende Gesellschaft“), първото немско езиково общество.. Тя е втората му съпруга. Те имат две деца:
- Вилхелм Лудвиг (* 3 август 1638; † 13 април 1665), княз на Анхалт-Кьотен (1650 – 1665), женен на 25 август 1663 г. за принцеса Елизабет Шарлота фон Анхалт-Харцгероде (1647 – 1723)
- Амалия Луиза (* 29 Амалия Луиза (* 29 юли 1634; † 3 октомври 1635 в Кьотен)